# 30 minut z życia
30 minut z życia – drugi album polskiego rapera i producenta muzycznego O.S.T.R.-a. Ukazał się 8 kwietnia 2002 roku. Na płycie znalazło się 10 utworów.

## Lista utworów
Opracowano na podstawie materiału źródłowego.
1. Utwór 1 - 01:09
2. Utwór 2 - 03:30
3. Utwór 3 - 03:09
4. Utwór 4 - 03:56
5. Utwór 5 - 04:43
6. Utwór 6 - 01:13
7. Utwór 7 - 03:19
8. Utwór 8 - 01:59
9. Utwór 9 - 03:55
10. Utwór 10 - 03:26[A]

Notatki
- A^ W utworze wykorzystano sample z piosenki "Disco Inferno" w wykonaniu The Trammps[3].